# Solarana
Solarana è un comune spagnolo di 77 abitanti situato nella comunità autonoma di Castiglia e León.